# 自立路 (高雄市)
自立路（Zihli Rd.）為高雄市的南北向重要幹道，本道路共分成二個部分，行經三民區、前金區及新興區。起端為同盟二路，末端為民生二路。自立路上的自立陸橋（已拆除）為橫貫高雄市南北交通的主要橋樑之一，上下班尖峰時間車流非常大。同盟二路到中正四路為雙向兩線道，中正四路到民生二路為單行道。

## 行經行政區域
（由北至南）
- 三民區
- 前金區
- 新興區

## 分段
自立路共分成二個部分：
- 自立一路：北起於同盟二路口，南於七賢二路口接自立二路。
- 自立二路：北於七賢二路口接自立一路，南止於民生二路口。

## 歷史

### 自立陸橋
位於三民區九如二路至三民區建國三路之間，跨越台鐵縱貫線鐵路，建於1977年，其中包括在鐵路地下化工程中停用封閉的人行地下道，建國路至鐵路間的橋下空間曾為熱門五金買賣地，因鐵路於2018年10月14日深夜遷入地下永久路線營運，而於2019年2月28日開始拆除，同年3月22日下午恢復平面道路開放通行，7月25日完成自立路原陸橋段平面化的後續工程。

## 沿線設施
（由北至南）
- 自立一路
  - 三民敦親公園
  - 十全玉市
  - 統一速邁樂精工加油站自立站
  - 高雄鐵路綠園道（鐵道三街）
  - 高雄市立高雄高級中學（門牌設於建國三路50號）
  - 祐生醫院(門牌設於建國三路60號)
  - 幸福川自立橋

- 自立二路
  - 高雄市前金區建國國小(111號)
  - 高雄醫學大學附設大同建國日間照顧機構(111號1樓)
  - 六合觀光夜市

## 公車資訊
- 漢程客運
  - 92 自由幹線 高雄火車站 – 高鐵左營站
- 南台灣客運
  - 28 加昌站－楠梓區公所－高雄火車站

- 港都客運
  - 53 建軍站－果菜市場－高雄火車站
- 高雄客運（經高雄客運自立站）
  - 8015 高雄火車站－仕隆－岡山
  - 8017 高雄火車站－赤崁－岡山
  - 8043 高雄火車站－台17線－茄萣
  - 8045 高雄火車站－赤崁－舊港口－岡山
- 高雄客運、屏東客運、中南客運、國光客運聯營（經高雄客運自立站）
  - 9117「墾丁列車」（經台17線）
    - 高雄客運、屏東客運、中南客運：高鐵左營站－高雄火車站－高雄國際機場－林園－東港－林邊－枋寮－楓港－恆春－墾丁
    - 國光客運：高雄客運自立站－高雄火車站－高雄國際機場－林園－東港－林邊－枋寮－楓港－恆春－墾丁

  - 9127（經台88線）
    - 高雄客運自立站－高雄火車站－烏龍－東港－大鵬灣

  - 9188（經台88線、國道三號）
    - 高鐵左營站－高雄火車站－林邊－枋寮－楓港－墾丁－鵝鑾鼻

## 公共自行車
- 高雄市公共自行車租賃系統：
  - 九如自立一路口：九如二路/自立一路(西南側)
  - 自立自立一路161巷口：自立路/自立一路161巷(東側)
  - 自立河北河南二路口(兩側)：自立一路/河北河南二路口(兩側)
  - 七賢自立一路口：七賢二路/自立一路(西北側)

## 來源
1. ↑  新工處. . 高雄市政府工務局. 2019-02-28  [2019-02-28] （中文）.
2. ↑  自由時報. . 自由時報電子報. 2019-03-22  [2019-03-23]. （原始内容存档于2019-03-25） （中文）.

## 內部連結
- 高雄市主要道路列表